# Babilońska lista królów B
Babilońska lista królów B – tekst babiloński wymieniający władców z I dynastii z Babilonu (1894-1795 p.n.e.) i I dynastii z Kraju Nadmorskiego (ok. 1730-1475 p.n.e.). 
Zachowany w całości tekst zapisany jest po obu stronach małej, glinianej tabliczki. Na przedniej stronie umieszczona jest lista wymieniająca imiona, filiacje i długość panowania władców z I dynastii z Babilonu, a na tylnej stronie lista z imionami władców z I dynastii z Kraju Nadmorskiego. Pochodzenie tabliczki jest nieznane. Obecnie znajduje się ona w zbiorach British Museum (BM 38122).
| Przednia strona tabliczki                                                 | Przednia strona tabliczki | Przednia strona tabliczki |
| imię władcy                                                               | informacje dodatkowe      | długość panowania         |
| ------------------------------------------------------------------------- | ------------------------- | ------------------------- |
| Sumu-abum                                                                 | „król”                    | 15                        |
| Sumu-la-El                                                                | -                         | 35                        |
| Sabium                                                                    | „syn poprzednika”         | 14                        |
| Apil-Sin                                                                  | „syn poprzednika”         | 18                        |
| Sin-muballit                                                              | „syn poprzednika”         | 30                        |
| Hammurabi                                                                 | „syn poprzednika”         | 55                        |
| Samsu-iluna                                                               | „syn poprzednika”         | 35                        |
| Abi-eszuh                                                                 | „syn poprzednika”         | 25                        |
| Ammi-ditana                                                               | „syn poprzednika”         | 25                        |
| Ammi-saduqa                                                               | „syn poprzednika”         | 21                        |
| Samsu-ditana                                                              | „syn poprzednika”         | 31                        |
| „11 królów z dynastii z Babilonu” (11 lugal.e.ne bala Bābíliki)           |                           |                           |
| Tylna strona tabliczki                                                    |                           |                           |
| imię władcy                                                               | informacje dodatkowe      | długość panowania         |
| Ili-ma-an                                                                 | „król”                    | -                         |
| Itti-ili-nibi                                                             | -                         | -                         |
| Damqi-iliszu                                                              | -                         | -                         |
| Iszkibal                                                                  | -                         | -                         |
| Szuszi                                                                    | -                         | -                         |
| Gulkiszar                                                                 | „syn poprzednika”         | -                         |
| Peszgaldaramasz                                                           | „syn poprzednika”         | -                         |
| Adarakalama                                                               | -                         | -                         |
| Akurduana                                                                 | -                         | -                         |
| Melamkurkura                                                              | -                         | -                         |
| Ea-gamil                                                                  | -                         | -                         |
| „10 królów z dynastii z Kraju Nadmorskiego” (10 lugal.e.ne bala šeš.kùki) |                           |                           |